# 京都府道66号志高西舞鶴線
京都府道66号志高西舞鶴線（きょうとふどう66ごう しだかにしまいづるせん）は、京都府舞鶴市を通る府道（主要地方道）である。

## 概要
京都府舞鶴市志高を起点に、舞鶴市西舞鶴駅前交点に至る。
途中には真壁峠がある。

### 路線データ
- 起点：舞鶴市志高（国道175号交点）
- 終点：舞鶴市引土（国道27号交点）

## 歴史
- 1993年（平成5年）5月11日 - 建設省から、府道志高西舞鶴線が志高西舞鶴線として主要地方道に指定される[1]。
- 2024年（令和6年）8月9日 - バイパス（舞鶴市字城屋 - 字野村寺、1.06 km）が開通する[2]。

## 路線状況

### 重複区間
- 京都府道55号舞鶴福知山線（舞鶴市志高 - 舞鶴市久田美）
- 京都府道490号物部西舞鶴線（舞鶴市城屋 地内）

## 地理

### 通過する自治体
- 舞鶴市

### 交差する道路
- 国道175号（舞鶴市志高、起点）
- 京都府道55号舞鶴福知山線（舞鶴市志高）
- 京都府道55号舞鶴福知山線（舞鶴市久田美）
- 京都府道490号物部西舞鶴線（舞鶴市城屋）
- 京都府道490号物部西舞鶴線（舞鶴市城屋）
- 国道27号 折原通・京都府道566号西舞鶴停車場線（舞鶴市引土、終点）

### 沿線にある施設など
- 京都北都信用金庫 岡田支店
- 舞鶴市立岡田下小学校
- 高野消防団本部
- 京都府立西舞鶴高等学校
- 円隆寺
- 学校法人京都荒牧学園 三鶴幼稚園
- 舞鶴ショッピングプラザさとう
- 福井銀行 舞鶴支店